# Young Merlin
Young Merlin est un jeu vidéo de rôle développé par Westwood Studios et publié par Virgin Interactive sur SNES en 1994. Le joueur y incarne le jeune Merlin qui, avec l’aide de la fée Viviane, tente de vaincre le démoniaque Shadow King. Le jeu mélange des éléments d’action et de rôle. À sa sortie, le jeu est plutôt bien reçu par la presse spécialisée. Le magazine SNES N-Force lui attribue par exemple un score de 92 % et le présente comme le nouveau Zelda,. De son côté, le magazine Electronic Gaming Monthly lui attribue un score de 76 % et met en avant ses niveaux énormes et la qualité de son système de contrôle et de ses graphismes. Le magazine GamePro fait le même constat mais regrette que son système de jeu manque de complexité et qu’il requière trop souvent de revenir en arrière.